# Asrat Megersa
Asrat Megersa Gobena (Addis Abeba, 20 de junho de 1987) é um futebolista etíope que atua como volante.

## Carreira
Iniciou a sua carreira no EEPCO, time da Companhia Energética, em 2008, permanecendo desde então na equipe.

## Seleção
Desde 2011, Asrat faz parte das convocações da Seleção Etíope de Futebol, somando no total 11 partidas pelos Antílopes de Walya, sem marcar gols.
Foi convocado para a Copa das Nações Africanas de 2013, tendo figurado na lista de pré-convocados feita por Sewnet Bishaw.